# Madatyphlops reuteri
Madatyphlops reuteri — вид змій родини сліпунів (Typhlopidae). Ендемік Мадагаскару.

## Поширення і екологія
Madatyphlops reuteri мешкають на острові Нусі-Бе та в сусідніх районах острова Мадагаскар. Вони живуть у вологих тропічних лісах. Ведуть риючий спосіб життя. Живляться безхребетними. Відкладають яйця.